# William Henry Sneed
William Henry Sneed, född 27 augusti 1812 i Davidson County i Tennessee, död 18 september 1869 i Knoxville i Tennessee, var en amerikansk politiker. Han var ledamot av USA:s representanthus 1855–1857. I kongressen representerade han knownothings. Innan dess hade han varit whig och blev senare demokrat.
Sneed studerade juridik och inledde 1834 sin karriär som advokat i Tennessee. Han var ledamot av Tennessees senat 1843–1845. År 1855 efterträdde han William Montgomery Churchwell som kongressledamot och efterträddes 1857 av Horace Maynard. Sneed avled 1869 och gravsattes på Old Gray Cemetery i Knoxville.
Sneedville har fått sitt namn efter William Henry Sneed.